# Паррот, Иоганн Фридрих
Иоганн Якоб Фридрих Вильгельм Паррот (Иван Егорович Паррот) (нем. Johann Jakob Friedrich Wilhelm Parrot; 1791—1841) — естествоиспытатель и врач, ректор Императорского Дерптского университета; первым совершил восхождение на Большой Арарат. Сын Георга Фридриха Паррота.
Описал несколько ботанических таксонов. В честь учёного назван род растений Парротия (Parrotia) семейства Гамамелисовые.

## Биография
Родился 14 октября 1791 года в Карлсруэ. В 1795 году семья переехала в Лифляндскую губернию Российской империи.
Учился в рижской школе, затем — в Дерптской гимназии. В 1807—1814 годах учился на медицинском факультете Дерптского университета. Во время учёбы в 1809 году он получил серебряную медаль за работу «Abhandl. über die Unentbehrlichkeit einer Theorie für die Ausübung der Arzeneikunde»; в 1810 году был награждён такой же медалью за вторую работу «Abhandl. über das Verdienst» и в 1812 году получил золотую медаль за третью свою работу: «Ueber Gasometrie nebst einigen Versuchen über die Verschiebharkeit der Gase» (Дерпт, 1813). В 1811 году, будучи ещё студентом, вместе с минералогом Отто Энгельгардтом совершил путешествие по южной России, Кавказу, Крыму, Молдавии и Валахии, измерил разницу уровня между Чёрным и Каспийским морями, производя всюду метеорологические и естественно-исторические наблюдения; результаты изложены в совместно с Энгельгардтом изданном сочинении: «Reise in die Krim und den Kaukasus» (Берлин, 2 т., 1815).
В 1812 году исполнял в Дерптском временном военном госпитале обязанности младшего врача. В 1814 году получил степень доктора медицины, уехал в Германию для дальнейшего изучения медицины.
В 1815 году Паррот вернулся и поступил на должность полевого врача в русскую армию; по возвращении войск из Франции вышел в отставку и снова принялся за научные занятия, работая в Берлине, Вене, Париже, Милане и Павии. В то же время Паррот совершил несколько восхождений на вершины гор в Альпах (Монте-Роза) и Пиренеях. 
Прожив некоторое время в Гейльбронне, он в 1820 году вернулся в Россию и в 1821 году занял кафедру физиологии и патологии в Дерптском университете. 
Несмотря на усердные занятия медициной и множество исполненных работ в этой науке, Паррота влекло к занятиям физикой, и в 1826 году, по выходе в отставку его отца Иоганн Фридрих занял кафедру физики при том же университете.
В 1829 году Паррот с группой помощников, куда входили студенты Хачатур Абовян, Василий Фёдоров, Алексей Здоровенко, Матвей Чалпанов, Ованнес Айвазян и Мурад Погосян совершил первое в истории восхождение на потухший вулкан Большой Арарат; 27 сентября 1829 года экспедиция достигла вершины горы, где произвела ряд метеорологических и магнитных наблюдений.
В 1830—1831 годах был проректором, с 1831 до 1833 года — ректором Дерптского университета.
В 1837 году предпринял ещё одно путешествие на Нордкап (Лапландия), подробного описания которого, из-за болезни, начавшейся в 1838 году, уже не составил. 
Умер в чине статского советника 15 (27) января 1841 года. 
Парроту приписывается изобретение газометра и баротермометра.
Его дочь, Берта Вильгельмина Генриетта (1825–1878), была замужем за Германом Густавом Цеге-фон-Мантейфелем (1826–1899). Их сын — хирург Вернер Германович Цеге-фон-Мантейфель (1857—1926).

## Память
В 1935 году Международный астрономический союз присвоил имя Паррота кратеру на видимой стороне Луны.